# Albert Sukop
Albert Sukop (* 24. November 1912 in Klein Lafferde; † 9. Mai 1993) war ein deutscher Fußballspieler.

## Karriere

### Vereine
Sukop trat Eintracht Braunschweig bereits als Zwölfjähriger bei, rückte 18-jährig in die erste Mannschaft auf und blieb dem Verein bis zum Saisonende 1947/48 treu.
Von 1931 bis 1933 spielte er im Norddeutschen Fußball-Verband in der regional höchsten Spielklasse, der Oberliga Südhannover-Braunschweig.
Von 1933 bis 1942 spielte er in der Gauliga Niedersachsen in einer von 16 Gauligen in der Zeit des Nationalsozialismus als höchste einheitliche Spielklasse im Deutschen Reich, danach von 1942 bis 1944 in der Gauliga Südhannover-Braunschweig in einer von zwei Gruppen aufgrund der kriegsbedingten Aufteilung der Gauliga Niedersachsen neben der Gauliga Weser-Ems. 1942 ging er mit seiner Mannschaft als Sieger der Gruppe Süd hervor; die Finalrunde, die er mit dem Verein als Drittplatzierter abschloss, gewann Werder Bremen. 1943 und 1944 gewann er die Gauliga Südhannover-Braunschweig; die Gruppe Braunschweig 1944/45 wurde kriegsbedingt abgebrochen.
In der nach dem Ende des Zweiten Weltkriegs als eine von fünf höchsten Spielklassen in Deutschland, der Oberliga Nord, spielte er zum Abschluss seiner Karriere, die in der Saison 1947/48 erste ausgetragene. In der Zeit von 1935 bis 1943 kam er in acht Spielen um den Tschammerpokal zum Einsatz. 1935 und 1937 schied er nach jeweils drei zuvor absolvierten Spielen jeweils im Achtelfinale, 1941 und 1943 jeweils in der 1. Schlussrunde aus dem Wettbewerb aus.

### Nationalmannschaft
Am 15. September 1935 bestritt er in Stettin sein einziges Länderspiel für die A-Nationalmannschaft. Beim 5:0-Sieg gegen die Nationalmannschaft Estlands kam es zur ersten Begegnung mit der Mannschaft des EJL.

## Erfolge
- Gaumeister Südhannover-Braunschweig 1943, 1944

## Sonstiges
Nach seiner aktiven Fußballerkarriere wirkte er u. a. noch als Leiter der Fußballabteilung des Vereins. Zum 1. Mai 1933 trat er der NSDAP bei (Mitgliedsnummer 2.798.999) und war 1939 auch Mitglied der SA.